# José Domínguez Bécquer
José Domínguez Bécquer (Séville, 22 janvier 1805  - íd. 1841) est un peintre et lithographe costumbrismo espagnol.

## Biographie
Il représente des scènes différentes de caractère populaire; quelques-unes des plus connues sont Une majo et maja et Le cordonnier dans le portail. Il pratique également le portrait, la peinture religieuse, le dessin et l'aquarelle.
Il épouse en 1827 Joaquina de Bastida et Vargas, avec qui il a eu huit enfants, dont le célèbre poète Gustavo Adolfo Bécquer et le peintre Valeriano Domínguez Bécquer. Son cousin Joaquín Domínguez Bécquer est également reconnu comme peintre de genre.